# Michele Granger
Pour les articles homonymes, voir Granger.
Michele Granger (15 janvier 1970 - ) est une joueuse de softball américaine. Elle remporta en 1996 une médaille d'or en softball aux Jeux olympiques d'Atlanta avec l'équipe américaine de softball.